# Nephropides caribaeus
Nephropides caribaeus ist eine Art der Zehnfußkrebse aus der monotypischen Gattung Nephropides. Sie ist in der westlichen Karibik verbreitet und von den anderen Arten der Hummerartigen leicht zu unterscheiden.

## Beschreibung
Das leicht aufwärts gebogene Rostrum von Nephropides caribaeus ist eher schmal und reicht über die Basen der beiden Antennen (Antennular und Antennal peduncle) hinaus. Es besitzt keine rücken- oder bauchseitigen, jedoch zwei oder drei unregelmäßig platzierte seitliche Dornen. Charakteristisches Merkmal ist der Carapax, der vollständig mir kleinen Tuberkeln übersät ist. In Längsrichtung verläuft vom Rostrum aus über den gesamten Carapax rückenseitig eine deutliche Vertiefung.
Auch das Abdomen ist wie der Carapax bedeckt mit flachen Knötchen. Die einzelnen Somite besitzen keinen medianen, längs verlaufenden Grat, jedoch eine querverlaufende Vertiefung. Der seitliche Vorsatz eines Somits, das Pleuron, ist am zweiten Somit trapezförmig, während die restlichen Somite eher dreieckig sind. Die Somite überlappen sich nicht, der hintere Rand hat einen deutlichen Grat. Das Telson ist eher länger als breit und mit zahlreichen Knötchen versehen.
Die Augen sind eher klein, länglich und deutlich schwarz pigmentiert. Sie reichen nicht über das erste Segment der ersten Antennen hinaus. Die Basen der Antennen besitzen zwei oder drei seitliche Dorne; diese können aber auch fehlen. Die Flagella des ersten Antennenpaares (Antennules) sind kürzer als der Carapax. Die beiden inneren Flagella sind schlanker und länger als die äußeren, welche zum Ende hin (distal) seitlich behaart sind. Die Flagella des zweiten Antennenpaares (Antenna) sind sehr lang und sind deutlich länger als die Körperlänge. Der Exopodit der zweiten Antennen (Scaphocerite) fehlt.
Die großen Scheren am ersten Schreitbeinpaar sind eher ungleich und mit unzähligen Spitzen und Knötchen versehen. Die Scherenfinger sind bis auf die äußerste Spitze deutlich behaart. Das erste Schreitbeinpaar ist etwa doppelt so lang wie der Carapax. Am zweiten und dritten Schreitbeinpaar befinden sich sehr kleine Scheren. Die beiden Beinpaare sind etwa gleich lang, mit Spitzen und Knötchen versehen und mit vereinzelten Haaren an den Scheren. Die Schreitbeinpaare 4 und 5 haben keine Scheren.
Bei Männchen ist das erste Paar der Schwimmbeine länglich und verhärtet, das der Weibchen ist dünn (filiform) und beweglich. Der eher längliche Appendix masculina, einen Art klammerartiger Anhang bei Männchen, ist am zweiten Schwimmbein etwa ein Drittel so lang wie der zugehörige Endopodit. Sowohl bei den Männchen, als auch bei den Weibchen fehlen die Appendices internae.
Die Endo- und Exopoditen der Uropoden besitzen ebenfalls unzählige runde Knötchen an ihrer rückenseitigen Oberfläche. Der Exopodit ist mit einer deutlichen Diaeresis, einer querverlaufenden Vertiefung versehen.
Die Färbung von Nephropides caribaeus wurde als rötlich beschrieben. Die Scheren sind eher hell-rot, die Haare an den Scherenfinger sind weiß. Der Carapax sowie die Antennen sind rot-orange, das Abdomen ist eher fleckig rot. Die Länge des Carapax reicht von 5 cm bis 6 cm, bei einer Gesamtkörperlänge von bis zu 17,5 cm. Männchen und Weibchen sind etwa gleich groß.

## Verbreitung und Lebensraum
Nephropides caribaeus ist im Kontinentalschelf bzw. in der Tiefsee des westlichen Karibischen Meeres in Tiefen von 455 m bis 728 m heimisch. Das Verbreitungsgebiet reicht von Belize bis Kolumbien. Der von Nephropides caribaeus besiedelte Meeresgrund ist eher schlammig als felsig.
Aufgrund seiner großen Körpergröße könnte Nephropides caribaeus von kommerziellem Interesse sein, wurde bisher allerdings nicht befischt. Die mangelnde Kenntnis über Population und potentielle Bedrohung bedingt keine Gefährdungseinstufung ("Data Deficient") durch die IUCN.

## Systematik und Taxonomie
Raymond B. Manning beschrieb Nephropides caribaeus anhand mehrerer Individuen und bestimmte ein Männchen mit einer Gesamtkörperlänge von 17,5 cm, das bei Nicaragua (12°25'N, 82°15'W) aus einer Tiefe zwischen 546 m und 582 m gefangen wurde als Holotypus. Der Gattungsname bezieht sich auf die morphologisch ähnliche Gattung Nephrops, das griechische Suffix '-ides' bedeutet sinngemäß 'Abkömmling von'. Das Artepitheton verweist auf die karibische Herkunft der Art.
Nephropides ist innerhalb der Hummerartigen am nächsten verwandt mit der Gattung Eunephrops. Die Einordnung der Gattung Nephropides zusammen mit Nephropsis, Thymops und Thymopsis in die Unterfamilie Thymopinae Holthuis, 1974 ist veraltet und nicht mehr gebräuchlich.